# 米爾福德 (新罕布什爾州)
米爾福德（英語：Milford）是一個位於美國新罕布什爾州希爾斯波羅縣的鎮。

## 人口
根據2020年美國人口普查的數據，米爾福德的面積為65.96平方千米，當中陸地面積為65.82平方千米，而水域面積為0.14平方千米。當地共有人口16131人，而人口密度為每平方千米245人。